# Донати (лунный кратер)
Кратер Донати (лат. Donati) — крупный ударный кратер в материковой части южного полушария видимой стороны Луны. Название присвоено в честь итальянского математика и астронома Джованни Баттиста Донати (1826—1873) и утверждено Международным астрономическим союзом в 1935 г. 

## Описание кратера

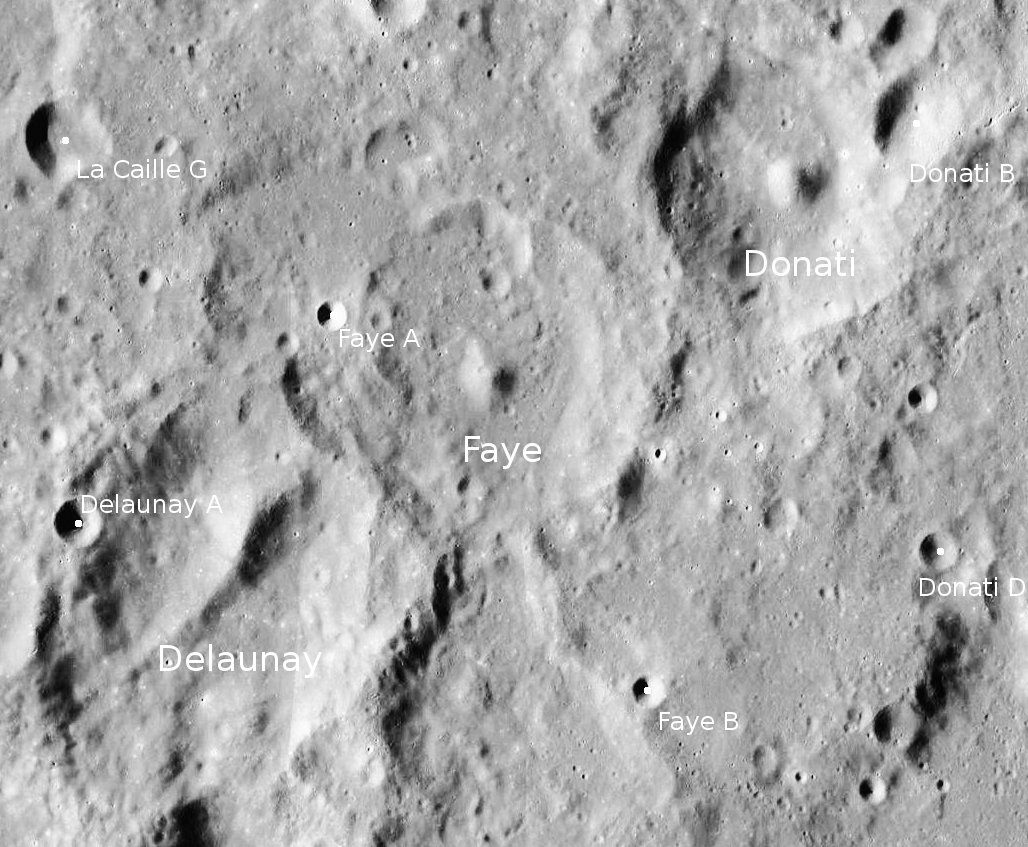
Окрестности кратера Донати. Снимок Lunar Reconnaissance Orbiter.

Ближайшими соседями кратера являются кратер Эри на севере; кратер Плейфер на юго-востоке и кратер Фай на юго-западе. Селенографические координаты центра кратера 20°41′ ю. ш. 5°06′ в. д. / 20,69° ю. ш. 5,1° в. д., диаметр 35,8 км, глубина 2,07 км.
Кратер имеет полигональную форму. Северо-восточная часть вала перекрыта сателлитным кратером Донати B (см. ниже), южная и восточная части вала существенно разрушены, в северной части имеется широкий разрыв. Высота вала над окружающей местностью достигает 990 м, объем кратера составляет приблизительно 940 км³. Дно чаши пересеченное, отмечено мелкими кратерами. Имеется центральный пик высотой 1300 м, с маленьким кратером на его вершине.

## Сателлитные кратеры

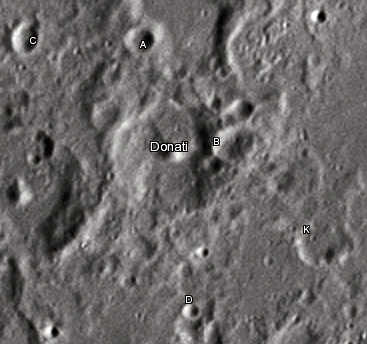
Снимок Девида Кемпбелла.

| Донати | Координаты                                          | Диаметр, км |
| ------ | --------------------------------------------------- | ----------- |
| A      | 19°42′ ю. ш. 4°29′ в. д. / 19,7° ю. ш. 4,49° в. д.  | 7,9         |
| B      | 20°26′ ю. ш. 5°41′ в. д. / 20,44° ю. ш. 5,68° в. д. | 11,6        |
| C      | 19°58′ ю. ш. 3°25′ в. д. / 19,97° ю. ш. 3,41° в. д. | 7,8         |
| D      | 22°07′ ю. ш. 5°45′ в. д. / 22,12° ю. ш. 5,75° в. д. | 4,5         |
| K      | 21°10′ ю. ш. 6°46′ в. д. / 21,16° ю. ш. 6,77° в. д. | 14,3        |